# Art of Hosting
A Art of Hosting (em português, Arte de Anfitriar) é uma comunidade de prática de liderança participativa.
Ela engloba um conjunto de ferramentas, práticas e técnicas com o objetivo de aproveitar ao máximo a inteligência coletiva, a partir da capacidade de auto-organização de grupos de qualquer tamanho.
Uma das metodologias-base para anfitriar encontros é o Open Space.